# Klaus-Dieter Wurche

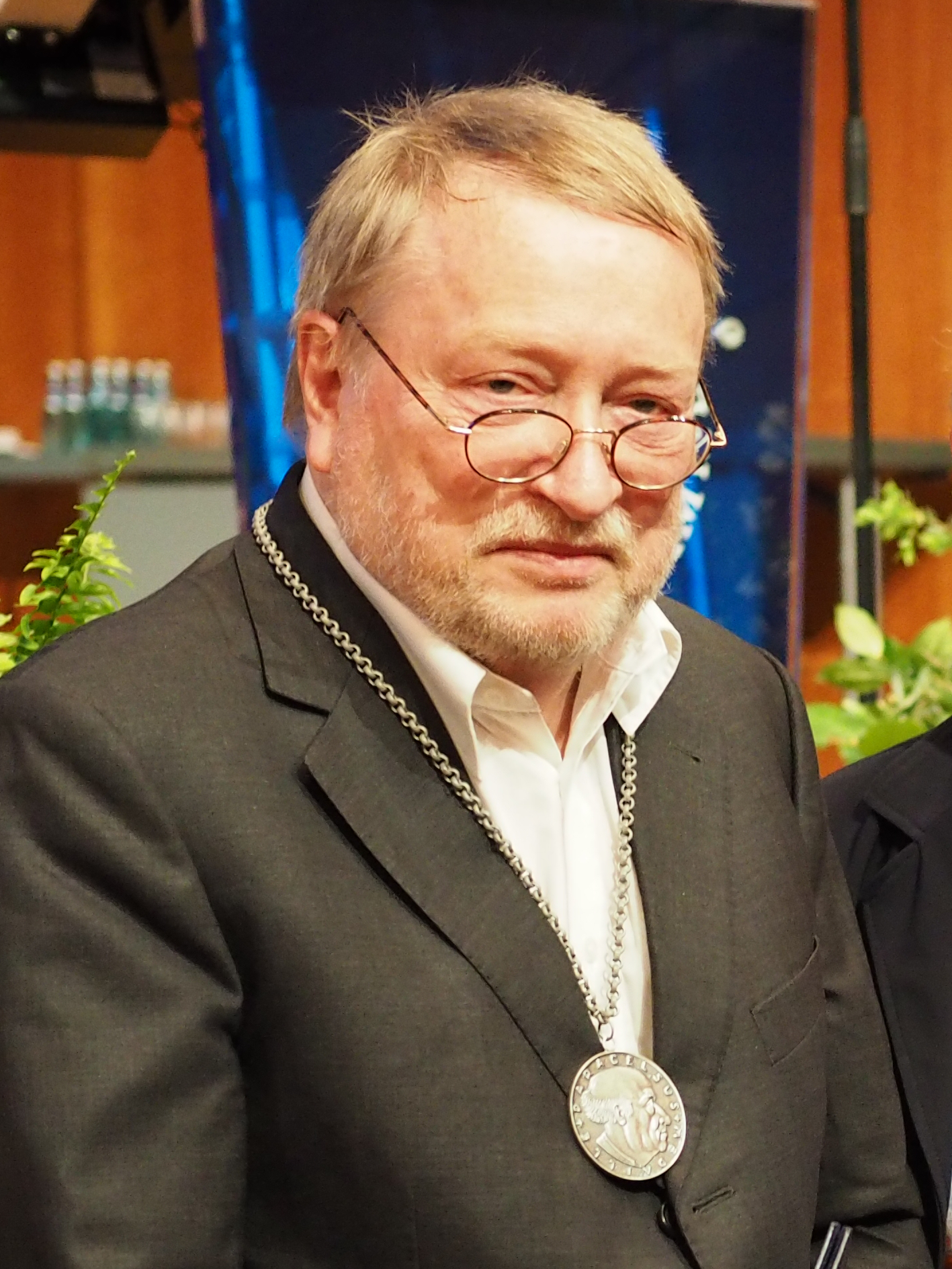
Klaus-Dieter Wurche – DÄT 2017

Klaus-Dieter Wurche (* 8. September 1942 in Hannover) ist ein deutscher Röntgenologe.
Wurche studierte nach dem Abitur in Hannover 1962 in Würzburg, Kiel und Marburg Medizin mit dem Staatsexamen 1969 in Marburg. Außerdem studierte er nach dem Physikum ein Jahr französische Philologie in Lausanne. Seine Dissertation war über Überlebensraten von Patientinnen die zwischen 1934 und 1964 eine Strahlentherapie gegen Brustkrebs erhielten. 1971 erhielt er seine Approbation und 1972 bis 1976 seine Facharztausbildung in Radiologie am Zentralkrankenhaus Bremen (St. Jürgen Straße). 1980 wurde er dort Oberarzt und 1986 leitender Oberarzt. Er war Chefarzt am Zentralkrankenhaus Bremerhaven-Reinkenheide, wo er seit 1990 das Zentralinstitut für Röntgendiagnostik und Nuklearmedizin leitete, und sieben Jahre lang von 2004 bis 2012 Präsident der Ärztekammer Bremen.
Wurche war in der Bundesärztekammer Vorsitzender der ständigen Konferenz Europäische Angelegenheiten und leitete 2006 bis 2011 die deutsche Delegation im Ständigen Ausschuss der europäischen Ärzte (CPME).  In der Bundesärztekammer war er auch für Weiterbildung und gegenseitige Anerkennung von Studienabschlüssen in Europa engagiert. 1996 bis 2015 war er auch erster Vorsitzender der Bezirksstelle Bremerhaven der Ärztekammer.
2017 war er einer der Empfänger der höchsten Auszeichnung der deutschen Ärzteschaft, der Paracelsus-Medaille.
Er ist verheiratet und hat sechs Kinder.